# Rocket Mortgage
Rocket Mortgage ist ein 1985 als Rock Financial gegründeter US-Hypothekenfinanzierer mit Hauptsitz in Detroit, Michigan. Rocket Mortage firmierte bis zum 31. Juli 2021 als Quicken Loans und ist eine Marke der Holdinggesellschaft Rocket Companies Inc., die seit dem 6. August 2020 an der New Yorker Börse gehandelt wird.
Quicken Loans beschäftigte rund 4000 Mitarbeiter und war nach eigenen Angaben der größte Online-Hypothekenfinanzierer der USA (Stand: 2011).
Quicken Loans war Namensgeber der Quicken Loans Arena, einer seit 2019 als Rocket Mortgage FieldHouse benannten Multifunktionsarena in Cleveland, Ohio. Der Markenname „QLine“ der Straßenbahn Detroit, die den Firmensitz in der Innenstadt Detroits bedient, entstammt einem Namenssponsoring durch Quicken Loans und besteht auch im Jahr 2022 fort.